# Redécoupage des circonscriptions législatives françaises de 1857
Le redécoupage des circonscriptions législatives françaises de 1857 est le quatrième découpage de la France en circonscriptions législatives. Il n'a été utilisé que pour les élections de 1857.
Pour ces premières élections du Second Empire, Napoléon III décide de modifier substantiellement le découpage de 1852 : 19 départements, surtout urbains, sont concernés bien que le nombre de députés n'évolue que peu.
Les élections suivantes donnent également lieu à un redécoupage.